# Інфекція верхніх дихальних шляхів
Інфекція верхніх дихальних шляхів (ІВДШ) — це захворювання, спричинене гострою інфекцією, яка вражає верхні дихальні шляхи, включаючи ніс, пазухи носа, глотку, гортань або трахею. ІВДШ зазвичай включає закладеність носа, біль у горлі, тонзиліт, фарингіт, ларингіт, синусит, середній отит і звичайну застуду. Більшість інфекцій мають вірусну природу, а в інших випадках причина є бактеріальною. ІВДШ також можуть мати грибкове або гельмінтне походження, але вони менш поширені.
У 2015 році, за оцінками, у світі зареєстровано 17,2 мільярда випадків ІВДШ. Станом на 2016 рік вони спричинили близько 3000 смертей, порівняно з 4000 у 1990 році.

## Ознаки та симптоми

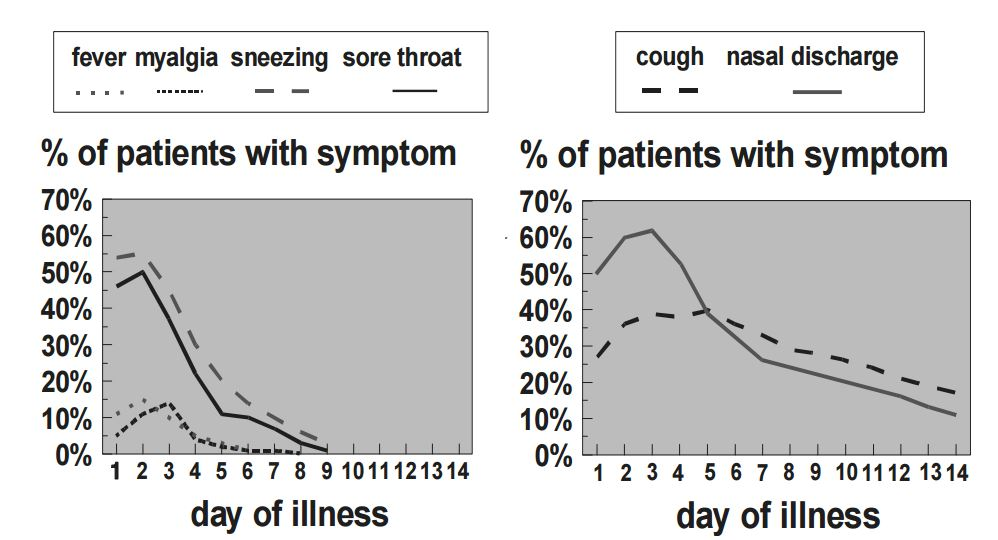
Хронологія симптомів застуди

При неускладненій застуді кашель і виділення з носа можуть зберігатися протягом 14 днів або більше навіть після зникнення інших симптомів. До гострих ІВДШ належать риніт, фарингіт / тонзиліт і ларингіт, які часто називають звичайною застудою, а також їх ускладнення: синусит, отит та іноді бронхіт (хоча бронхи зазвичай класифікуються як частина нижніх дихальних шляхів). Симптоми ІВДШ зазвичай включають кашель, біль у горлі, нежить, закладеність носа, головний біль, субфебрильну температуру, тиск в обличчі та чхання.
Симптоми риновірусу у дітей зазвичай з'являються через 1–3 дні після зараження. Зазвичай хвороба триває ще 7-10 днів.
Зміни кольору або консистенції слизових виділень на жовті, густі або зелені є природним перебігом вірусних ІВДШ, а не показанням до антибіотиків.
Фарингіт / тонзиліт, викликаний бета-гемолітичним стрептококом групи А (ангіна) зазвичай проявляється раптовим болем у горлі, болем під час ковтання та гарячкою. Стрептококкова ангіна зазвичай не викликає нежить, зміни голосу або кашель.
Біль і тиск у вусі, спричинені інфекцією середнього вуха (середній отит), і почервоніння очей, спричинене вірусним кон'юнктивітом часто пов'язані з ІВДШ.

## Причини
За патофізіологією риновірусна інфекція нагадує імунну відповідь. Віруси не пошкоджують клітини верхніх дихальних шляхів, а викликають зміни в щільних з'єднаннях епітеліальних клітин. Це дозволяє вірусу отримати доступ до тканин під епітеліальними клітинами та ініціювати вроджену та адаптивну імунну відповідь.
До 15 % випадків гострого фарингіту можуть бути спричинені бактеріями, найчастіше Streptococcus pyogenes, стрептококом групи А при стрептококовому фарингіті (ангіна). Іншими бактеріальними збудниками є Streptococcus pneumoniae, Haemophilus influenzae, Corynebacterium diphtheriae, Bordetella pertussis і Bacillus anthracis.
Інфекції, що передаються статевим шляхом, також стали причиною інфекцій ротової порожнини та глотки.

## Діагностика
| Симптоми                  | алергія                             | URI (застуда)                                       | грип (грип)                                                                                                |
| ------------------------- | ----------------------------------- | --------------------------------------------------- | --- |
| Сверблячі, сльозяться очі | Поширений                           | Рідко (кон'юнктивіт може виникнути при аденовірусі) | Біль за очима, іноді кон'юнктивіт                                                                          |
| Виділення з носа          | Поширений                           | Поширений                                           | Поширений                                                                                                  |
| Закладеність носа         | Поширений                           | Поширений                                           | іноді |
| чхання                    | Дуже поширений                      | Дуже поширений                                      | іноді |
| Біль у горлі              | Іноді (після назальних крапельниць) | Дуже поширений                                      | іноді |
| Кашель                    | іноді                               | Поширені (від легкого до середнього, хакерство)     | Часто (сухий кашель, може бути сильним)                                                                    |
| Головний біль             | Нечасто                             | Рідкісний                                           | Поширений                                                                                                  |
| Лихоманка                 | Ніколи                              | Рідко у дорослих, можливо у дітей                   | Дуже поширений 37.8–38.9 °C (100—102 °F) (або вище у маленьких дітей), тривалістю 3–4 дні; може бути озноб |
| нездужання                | Іноді                               | Іноді                                               | Дуже поширений                                                                                             |
| Втома, слабкість          | Іноді                               | Іноді                                               | Дуже часто (може тривати тижнями, сильне виснаження на початку курсу)                                      |
| Біль у м'язах             | Ніколи                              | Легкий                                              | Дуже поширені (часто важкі)                                                                                |

### Класифікація
ІВДШ можна класифікувати за ділянкую запалення. Риніт вражає слизову оболонку носа, тоді як риносинусит або синусит вражає ніс і навколоносові пазухи, включаючи лобову, решітчасту, верхньощелепну та клиноподібну пазухи. Назофарингіт (ринофарингіт або звичайна застуда) вражає носові отвори, глотку, язичок і мигдалики в цілому. Не вражаючи ніс, фарингіт викликає запалення глотки, підглотки, язичка і мигдалини. Подібним чином епіглотит (супраглотит) викликає запалення верхньої частини гортані та надгортанної ділянки; ларингіт це ураження гортані; ларинготрахеїт це ураження гортані, трахеї, підглоткової ділянки; трахеїт — урежння трахеї і підглоткової ділянки.

## Профілактика
Вакцинація проти вірусів грипу, аденовірусів, кору, краснухи, Streptococcus pneumoniae, Haemophilus influenzae, дифтерії, Bacillus anthracis і Bordetella pertussis може запобігти їх інфікуванню ВДШ або зменшити тяжкість інфекції.

## Лікування

Смертність від інфекцій верхніх дихальних шляхів на мільйон осіб у 2012 році

Лікування включає симптоматичну підтримку, зазвичай за допомогою анальгетиків для головного болю, болю в горлі та болю в м'язах. Помірні фізичні навантаження в осіб, які ведуть малорухливий спосіб життя з природним ураженням ІВДШ, ймовірно, не змінюють загальну тяжкість і тривалість захворювання. Жодних рандомізованих досліджень для визначення переваг збільшення споживання рідини не проводилося.

### Антибіотики
Призначати антибіотики при ларингіті не рекомендується. Антибіотики пеніцилін V і еритроміцин не ефективні для лікування гострого ларингіту. Еритроміцин може зменшити порушення голосу через тиждень і кашель через 2 тижні, але будь-яка помірна суб'єктивна користь не перевищує ризику виникнення несприятливих побічних ефектів, вартості та ризику розвитку стійкості бактерій до антибіотиків. Органи охорони здоров'я настійно заохочують лікарів зменшити призначення антибіотиків для лікування поширених ІВДШ, оскільки використання антибіотиків значуще не скорочує час одужання від цих вірусних захворювань. Систематичний огляд 2017 року виявив три втручання, які, ймовірно, були ефективними для зменшення використання антибіотиків при гострих респіраторних інфекціях: тестування на С-реактивний білок, лікування з орієнтацією на прокальцитонін та спільне прийняття рішень між лікарями та пацієнтами. Показано, що використання антибіотиків вузького спектру дії є таким же ефективним, як і антибіотики широкого спектру дії для дітей з гострими бактеріальними ІВДШ, і має менший ризик побічних ефектів у дітей.
Зменшення використання антибіотиків також може допомогти запобігти розвитку стійкості бактерій до ліків. Деякі автори виступають за відстрочений підхід до лікування ІВДШ із застосуванням антибіотиків, що має на меті зменшити споживання антибіотиків, одночасно намагаючись зберегти задоволеність пацієнтів.
Кокранівський огляд 11-ти досліджень і 3555 учасників вивчав антибіотики для лікування інфекцій дихальних шляхів. У ньому порівнювали затримку лікування антибіотиками із негайним їх початком або повною відсутністю використання антибіотиків. Результати були змішаними залежно від інфекції. Симптоми гострого середнього отиту та болю в горлі були помірно покращені при негайному застосуванні антибіотиків з мінімальною різницею у частоті ускладнень. Використання антибіотиків було зменшено, коли антибіотики використовувалися лише для постійних симптомів, і задоволеність пацієнтів підтримувалася на рівні 86 %.
У дослідженні за участю 432 дітей із ІВДШ амоксицилін не був ефективнішим, ніж плацебо, навіть для дітей із більш серйозними симптомами, такими як гарячка чи задишка.
Для лікування синуситу, не заохочуючи надмірного використання антибіотиків, CDC рекомендує:
- Націлюйтеся на ймовірні організми за допомогою препаратів першого ряду: амоксицилін, амоксицилін / клавуланат
- Використовуйте найкоротший ефективний курс; має спостерігатися покращення через 2–3 дні. Продовжуйте лікування протягом 7 днів після покращення або зникнення симптомів (зазвичай курс 10–14 днів).
- У повторюваних або неясних випадках розгляньте можливість проведення візуалізаційних досліджень; часте ураження синусів на ранніх стадіях неускладненого вірусного ІВДШ[7]

### Ліки від кашлю
Немає переконливих доказів на користь чи проти ефективності безрецептурних ліків від кашлю для зменшення кашлю у дорослих чи дітей. Дітям віком до 2 років не слід давати будь-які ліки від кашлю чи застуди через потенційну небезпеку побічних ефектів. Крім того, за даними Американської академії педіатрії, слід уникати використання ліків від кашлю для полегшення симптомів кашлю у дітей віком до 4 років. Безпека для дітей віком до 6 років ставиться під сумнів.

#### Деконгестанти

Рік життя з поправкою на інвалідність для ІВДШ на 100 000 жителів у 2002 році:

Відповідно до Кокранівського огляду, одноразова пероральна доза назального протинабрякового засобу при застуді є помірно ефективною для короткочасного полегшення закладеності у дорослих. Однак даних про застосування протинабрякових засобів у дітей недостатньо. Тому протинабрякові засоби не рекомендується застосовувати дітям до 12 років при застуді. Пероральні деконгестанти також протипоказані пацієнтам з гіпертензією, ішемічною хворобою серця та інсультами з кровотечею в анамнезі.

#### Муколітики
Такі муколітики, як ацетилцистеїн і карбоцистин, широко призначають при інфекції верхніх і нижніх дихальних шляхів без хронічних бронхо-легеневих захворювань. Однак у 2013 році в Кокранівському огляді було зазначено, що їх ефективність обмежена. Ацетилцистеїн вважається безпечним для дітей старше 2 років.

### Нетрадиційна медицина
Звичайний прийом добавок вітаміну С не є виправданим, оскільки він не є ефективним у зниженні захворюваності на простудні захворювання серед населення в цілому. Використання вітаміну С для уповільнення та лікування інфекцій верхніх дихальних шляхів було запропоновано з моменту першого виділення вітаміну С у 1930-х роках. Існують деякі докази, які свідчать про те, що це може бути виправдано для осіб, які піддавалися коротким періодам важких фізичних вправ та/або холодного середовища. Враховуючи те, що добавки вітаміну С є недорогими та безпечними, людям із звичайними простудними захворюваннями можна розглянути можливість спробувати добавки вітаміну С, щоб оцінити, чи є вони терапевтично корисними в їхньому випадку.
Деякі низькоякісні докази вказують на те, що промивання носа сольовим розчином може полегшити симптоми у деяких людей. Крім того, корисними можуть бути сольові назальні спреї.

## Епідеміологія
Зазвичай у дітей спостерігається від двох до дев'яти епізодів респіраторних вірусних захворювань на рік. У 2013 році було зареєстровано 18,8 мільярдів випадків ІВДШ. Станом на 2014 рік вони спричинили близько 3000 смертей, порівняно з 4000 у 1990 році. У Сполучених Штатах ІВДШ є найпоширенішою інфекційною хворобою серед населення в цілому та є основними причинами пропусків роботи та навчання.

## Дієтичні дослідження
Слабкі за якістю дані свідчать про те, що пробіотики можуть бути кращими, ніж плацебо або ніж відсутність лікування, для запобігання інфекціям верхніх дихальних шляхів.